# Doliolina
Doliolina es un género de foraminífero bentónico considerado homónimo posterior de Doliolina Borgert, 1894, y sinónimo posterior de Neomisellina de la subfamilia Misellininae, de la familia Verbeekinidae, de la superfamilia Fusulinoidea, del suborden Fusulinina y del orden Fusulinida. Su especie tipo era Schwagerina lepida. Su rango cronoestratigráfico abarcaba el Pérmico.

## Discusión
Clasificaciones más recientes incluirían Doliolina en la superfamilia Neoschwagerinoidea, y en la subclase Fusulinana de la clase Fusulinata.

## Clasificación
Doliolina incluye a las siguientes especies:
- Doliolina lepida †

En Doliolina se ha considerado el siguiente subgénero:
- Doliolina (Verbeekina), aceptado como Verbeekina